# Rika Fukami
Rika Fukami (Saitama, 8 agosto 1963) è una doppiatrice giapponese.
È particolarmente nota per aver doppiato Minako Aino/Sailor Venus in Sailor Moon; ruolo che perde però in Pretty Guardian Sailor Moon Crystal venendo sostituita da Shizuka Itō. Ha fatto parte anche del gruppo canoro delle Peach Hips, composto dalle cinque doppiatrici dell'anime storico di Sailor Moon.

## Ruoli più importanti

### Serie animate
- Ashita no Nadja (Carmen la Bailaora)
- Banana Fish (Jessica)
- Black Heaven (Hamil)
- Crest of the Stars (Spoor Aron Sekpadao Letopanyu Peneju (Spaurh aronn Saicspath Nimh Laitpanr Painaigh))
- Digimon Frontier (Ophanimon)
- Pretty Cure (Regine)
- Lucky Star (Blonde shop girl)
- Mobile Suit Victory Gundam (Helen Jackson)
- Naruto (Natsuhi)
- New Cutie Honey (Daiko Hayami)
- Prefectural Earth Defense Force (Akiko Ifukube)
- Record of Lodoss War (Riara)
- Sailor Moon (Sailor Venus)
- Wedding Peach (Aquelda)
- Yaiba (Kaguya-hime)

### OAV
- Cutey Honey - La combattente dell'amore (Daiko Hayami)
- Le bizzarre avventure di JoJo (Enya Geil)
- Macross Plus (Myung Fang Lone)

### Film animati
- Animatrix (L'Istruttore)
- City Hunter The Movie: Angel Dust (Rui Kisugi)
- Lupin III vs. Occhi di gatto (Rui Kisugi)

### Videogiochi
- Armored Core: Last Raven (Additional voices)
- Castlevania: Symphony of the Night (Lisa, Succube)
- Cowboy Bebop - Tsuioku no serenade (Chan Linley)
- Demon's Souls (Remake) (Mefistofele)
- Dissidia Final Fantasy: Opera Omnia (Fran)
- Etrian Odyssey Nexus (Wiglaf)
- Final Fantasy XII (Fran)
- Fire Emblem Heroes (Zephia)
- Fire Emblem: Engage (Zephia, Zelestia)
- Forspoken (Tanta Prav)
- God of War: Ascension (Alecto)
- Granblue Fantasy (Morgause)
- Horizon Forbidden West (Dekka)
- Resident Evil: Revelations 2 (Alex Wesker)
- Resident Evil Resistance (Alex Wesker)
- Super Robot Wars Alpha (Helen Jackson)
- Super Robot Wars Alpha Gaiden (Saphine Volkruss)
- Super Robot Wars 30 (Helen Jackson)
- Tactics Ogre: Reborn (Ravness Loxaerion)
- Triangle Strategy (Narratrice)

### Ruoli di doppiaggio
- Castlevania: Nocturne (Erzsebet Bathory)
- Chicken Little - Amici per le penne (Dina Volpefina)
- Dragon Trainer 2 (Valka)
- Raya e l'ultimo drago (Virana)